# Bulia deducta
Bulia deducta là một loài bướm đêm thuộc họ Erebidae. Nó được tìm thấy ở miền trung México phía bắc đến miền trung California, Utah, Wyoming và Nebraska, phía đông đến Arkansas và Alabama.
Sải cánh dài 34–38 mm. Con trưởng thành bay từ tháng 3 đến tháng 10 tây nam.
Ấu trùng ăn Prosopis.